# Batocera
Genre
Batocera est un genre de coléoptères de la famille des cérambycidés et de la sous-famille des Lamiinae.

## Description
Ces coléoptères mesurent entre 52 et 77 mm de longueur en moyenne. L'espèce la plus grande est Batocera gigas qui mesure 87 mm de longueur. Les antennes sont plus longues que le corps, le dépassant d'un tiers chez Batocera rufomaculata et de plus de la moitié chez Batocera wallacei. Ce genre est caractérisé par trois paires de pattes locomotrices composées d'une hanche (coxa), d'un trochanter, d'un fémur et d'un tibia avec un tarse en trois parties terminé par un ongle bifide. Les batocères possèdent de longues antennes, en forme de cornets emboités, orientées vers l'avant lorsqu'ils sont en vol. Les élytres recouvrent l'abdomen et sont écartés à l'horizontale lorsque l'insecte est en vol. Ils sont souvent tachetés, comme le thorax. Les ailes postérieures sont membraneuses.

## Répartition
Les batocères se rencontrent essentiellement dans les forêts tropicales d'Asie, d'Indonésie et d'Australie, ainsi que dans certaines régions d'Afrique tropicale. Ils sont absents d'Europe et d'Amérique.

## Liste des espèces
- Batocera aeneonigra Thomson, 1859
- Batocera ammiralis Breuning, 1947
- Batocera andamana Thomson, 1878
- Batocera boisduvali (Hope), 1839
- Batocera breuningi Gilmour & Dibb, 1948
- Batocera browni Bates, 1877
- Batocera bruyni Lansborough, 1880
- Batocera celebiana Thomson,1858
- Batocera chevrolati Thomson, 1859
- Batocera cinnamonea Pascoe, 1866
- Batocera claudia Pascoe, 1866
- Batocera davidis Deyrolle, 1878
- Batocera drapiezi Aurivillius, 1922
- Batocera enganensis Gahan, 1907
- Batocera gerardhoullieri Houllier & Le Piouff, 2020
- Batocera gerstaeckerii Thomson, 1865
- Batocera gigas Drapiez, 1819
- Batocera granulipennis Breuning, 1948
- Batocera hercules Boisduval, 1835
- Batocera hlaveki Rigout, 1988
- Batocera horsfieldi (Hope), 1839
- Batocera humeridens Thomson,
- Batocera inconspicua Van der Poll, 1890
- Batocera kibleri Schwarzer, 1925
- Batocera lamondi Rigout, 1987
- Batocera lethuauti Schmitt & Le Thuaut, 2000
- Batocera lineolata Chevrolat, 1852
- Batocera magica Thomson, 1859
- Batocera malleti Schmitt, 2000
- Batocera matzdorffi Kriesche 1915
- Batocera migsominea Gilmour & Dibb, 1948
- Batocera molitor Kriesche, 1915
- Batocera nebulosa Bates, 1877
- Batocera numitor Newman, 1842
- Batocera oceanica Schwarzer, 1914
- Batocera parryi (Hope), 1845
- Batocera punctata Schwarzer, 1925
- Batocera rosenbergi Kaup, 1866
- Batocera roylei Hope, 1833
- Batocera rubus (Linnaeus), 1758
- Batocera rufomaculata (DeGeer), 1775
- Batocera strandi Breuning, 1954
- Batocera sumbaensis Franz, 1972
- Batocera thomae (Voet), 1778
- Batocera thomsoni Javet, 1858
- Batocera tigris (Voet), 1778
- Batocera timorlautensis Heller, 1897
- Batocera una White, 1858
- Batocera ushijimai Ohbayashi, 1981
- Batocera victoriana Thomson,1878
- Batocera wallacei Thomson,1858
- Batocera woodlarkiana Montrouzier, 1855
- Batocera wyliei Chevrolat, 1858

- Espèces synonymes

- Batocera chinensis Thomson, 1857, synonyme de Batocera lineolata
- Batocera catenata Vollenhoven, 1871, synonyme de Batocera lineolata
- Batocera flachi Schwarzer, 1914, synonyme de Batocera lineolata
- Batocera hauseri Schwarzer, 1914, synonyme de Batocera lineolata